# III. Henemetnoferhedzset
III. Henemetnoferhedzset ókori egyiptomi királyné volt a XII. dinasztia idején; III. Amenemhat felesége. A fáraó dahsúri piramisába temették. Neve egyetlen leletről ismert, egy alabástromedényről, melyet sírjában találtak. Címei szerint „a király felesége”, „örökös hercegnő” és „a Két Föld úrnője” volt. Díszített, de felirat nélküli szarkofágban temették el.
Mivel sírját kifosztották, kevés lelet maradt fenn. Dieter Arnold, aki felfedezte a királyné temetkezését, eredetileg úgy vélte, név nem szerepel a sírban talált edényen, mert a királyné neve egybeesik a korban szokásos henemetnoferhedzset címmel, ami a magas rangú királynék címe volt. Később azonban rámutattak, hogy nem volt szokásban valakinek csak a címét feltüntetni, a nevét nem, főleg a sírkamrában elhelyezett rituális tárgyakon, így a Henemetnoferhedzset nagy valószínűséggel a királyné személyneve (a név korábban is előfordult személynévként).

## Fordítás
- Ez a szócikk részben vagy egészben  a   Khenemetneferhedjet III című angol Wikipédia-szócikk ezen változatának fordításán alapul.  Az eredeti cikk szerkesztőit annak laptörténete sorolja fel. Ez a jelzés csupán a megfogalmazás eredetét és a szerzői jogokat jelzi, nem szolgál a cikkben szereplő információk forrásmegjelöléseként.